# Olidiana ctenostyla
Olidiana ctenostyla är en insektsart som beskrevs av Nielson 1991. Olidiana ctenostyla ingår i släktet Olidiana och familjen dvärgstritar. Inga underarter finns listade i Catalogue of Life.